# عمار الحكيم
عمار عبد العزيز محسن الحكيم (1971) سياسي عراقي هو ابن عبد العزيز الحكيم الرئيس السابق للمجلس الأعلى الإسلامي العراقي وزعيم تيار الحكمة والرئيس السابق للائتلاف العراقي الموحد في البرلمان العراقي، كما أنه حفيد المرجع محسن الحكيم

## هجرته إلى إيران
غادر العراق عام 1979 برفقة والده الذي كان ملاحقا من قبل أجهزة الأمن التابعة لحكومة صدام حسين قربه من محمد باقر الصدر كبير المراجع المعارضين والذي قتل على يد صدام حسين بعد أشهر من مغادرة الحكيم للعراق.

## سيرتة الدراسية
درس عمار الحكيم بإحدى ثانويات العاصمة الإيرانية طهران ثم أكمل دراسته الجامعية في الجامعة الإسلامية بمدينة قم وحاصل على شهادة القانون ويتقن اللغة العربية والفارسية
متزوج من ابنة عمه محمد باقر الحكيم الذي قُتل في النجف 2003 وقد كان حينها رئيساً للمجلس الأعلى للثورة الإسلامية في العراق وقد كان عمار الحكيم المقرب والمبعوث الشخصي لعمه (محمد باقر الحكيم)في العديد من البلدان قبل رجوعه إلى العراق من أجل جمع التبرعات للمجلس في بلدان العالم وخصوصأ أستراليا وأوروبا .

## تأسيس تيار الحكمة الوطني
أعلن عمار الحكيم في يوم 24-7-2017 عن انسحابة من المجلس الأعلى الإسلامي العراقي الذي كان يرأسه منذ وفاة والده في 2009 وتشكيل حزب جديد يحمل اسم تيار الحكمة الوطني وذكر مراقبون أن «أساس دوام هذا التيار هو ترك هذا الإرث المجلس الأعلى الإسلامي العراقي لما يراه من اصطدام مشروعه الشبابي الوطني ببعض الرؤى التي خالفته من إخوانه المخضرمين في المجلس الأعلى وقرر احتراماً لإخوته المؤسسين وعدم الكسر بهم أن يبدأ بعنوان جديد على أساس بناء دولة عصرية تحفظ فيها الحقوق بشكل منسجم شامل وأوسع من المشروع الضيق الذي كان يعمل به المجلس الأعلى».

في كنيسة